# 780 Вірменія
780 Вірме́нія (1914 UC, A909 DE, 780 Armenia) — астероїд головного поясу, відкритий 25 січня 1914 року.
Тіссеранів параметр щодо Юпітера — 3,125.